# Luchthaven Asjchabad
De internationale luchthaven van Asjchabad, vroeger bekend als Saparmurat Turkmenbashy International Airport, is een van de twee internationale luchthavens in Turkmenistan. De luchthaven ligt op ongeveer 10 kilometer ten noordwesten van de hoofdstad van het land, Asjchabad. Het vliegveld werd in 1994 geopend en werd toentertijd vernoemd naar de eerste president van het land, Saparmurat Niazov.
Turkmenistan Airlines gebruikt de luchthaven als hub.
In 2012 besloot de regering tot een complete renovatie van de luchthaven. In 2016 was het nieuwe complex klaar. In totaal kostte het project 1,7 miljard euro. De luchthaven heeft een capaciteit van 14 miljoen passagiers per jaar.